# Circuito de Baloncesto de la Costa del Pacífico 2017
La Temporada 2017 del CIBACOPA fue la decimoséptima edición del Circuito de Baloncesto de la Costa del Pacífico. El torneo comenzó el 22 de marzo de 2017 con diez equipos de los estados de Baja California, Durango, Sinaloa y Sonora.

## Campeón de Liga
El Campeonato del Circuito de Baloncesto de la Costa del Pacífico lo obtuvieron los Halcones de Ciudad Obregón, los cuales derrotaron en la Serie Final a los Rayos de Hermosillo por 4 juegos a 2, coronándose el equipo obregonense en calidad de visitante en el propio Gimnasio del Estado de Sonora de Hermosillo, Sonora.

## Equipos participantes
| Circuito de Baloncesto de la Costa del Pacífico 2017 |           |                  |                          |                                      |           |
| Equipo                                               | Fundación | Entrenador       | Ciudad                   | Pabellón                             | Capacidad |
| Águilas Doradas de Durango                           | 2017      | Oscar Espitia    | Durango, Durango         | Auditorio del Pueblo                 | 3,500     |
| Caballeros de Culiacán                               | 2000      | John Saintignon  | Culiacán, Sinaloa        | Polideportivo Juan S Millán          | 2,000     |
| Frayles de Guasave                                   | 2001      | Mario Andriolo   | Guasave, Sinaloa         | Gimnasio "Luis Estrada Medina"       | 2,000     |
| Garra Cañera de Navolato                             | 2012      | Andrés Contreras | Navolato, Sinaloa        | Gimnasio "Briseida Acosta Balarezo"  | 1,200     |
| Halcones de Ciudad Obregón                           | 2016      | Gustavo Pacheco  | Ciudad Obregón, Sonora   | Gimnasio "Manuel Lira García"        | 3,000     |
| Náuticos de Mazatlán                                 | 2001      | Eric Weissling   | Mazatlán, Sinaloa        | Centro de Usos Múltiples de Mazatlán | 8,000     |
| Ostioneros de Guaymas                                | 2009      | Maurice Riddick  | Guaymas, Sonora          | Gimnasio Municipal de Guaymas        | 1,200     |
| Pioneros de Los Mochis                               | 2001      | Gilbert López    | Los Mochis, Sinaloa      | Auditorio "Benito Juárez"            | 1,800     |
| Rayos de Hermosillo                                  | 2008      | Gene Cross       | Hermosillo, Sonora       | Gimnasio del Estado de Sonora        | 3,500     |
| Tijuana Zonkeys                                      | 2010      | David Abramowitz | Tijuana, Baja California | Auditorio Fausto Gutiérrez Moreno    | 4,888     |

## Tabla de posiciones
- Actualizadas las clasificaciones al 5 de junio de 2017. [3]

JJ = Juegos Jugados, JG = Juegos Ganados, JP = Juegos Perdidos, Ptos. = Puntos Obtenidos
| Clasificado a los playoffs |

| Eliminado de los playoffs |

| Clasificación General |                            |    |    |    |       |
| Posición              | Equipo                     | JJ | JG | JP | Ptos. |
| 1                     | Rayos de Hermosillo        | 38 | 30 | 8  | 68    |
| 2                     | Halcones de Ciudad Obregón | 38 | 25 | 13 | 63    |
| 3                     | Tijuana Zonkeys            | 38 | 21 | 17 | 59    |
| 4                     | Frayles de Guasave         | 38 | 18 | 20 | 56    |
| 5                     | Pioneros de Los Mochis     | 38 | 19 | 19 | 57    |
| 6                     | Ostioneros de Guaymas      | 38 | 19 | 19 | 57    |
| 7                     | Náuticos de Mazatlán       | 38 | 18 | 20 | 56    |
| 8                     | Garra Cañera de Navolato   | 38 | 16 | 22 | 54    |
| 9                     | Caballeros de Culiacán     | 38 | 13 | 25 | 51    |
| 10                    | Águilas Doradas de Durango | 38 | 11 | 27 | 49    |

## Playoffs
|  | Cuartos de final | Cuartos de final | Cuartos de final |            |   | Semifinales | Semifinales | Semifinales |  |   | Final           | Final | Final |  |
|  |                  |                  |                  |            |   |             |             |             |  |   | 1 - 10 de julio |       |       |  |
|  |                  |                  |                  |            |   |             |             |             |  |   |                 |       |       |  |
|  |                  |                  |                  |            |   |             |             |             |  |   |                 |       |       |  |
|  | 1                | Rayos            | 4                |            |   |             |             |             |  |   |                 |       |       |  |
|  | 1                | Rayos            | 4                |            |   |             |             |             |  |   |                 |       |       |  |
|  | 8                | Garra Cañera     | 1                |            |   |             |             |             |  |   |                 |       |       |  |
|  | 8                | Garra Cañera     | 1                |            | 1 | Rayos       | 4           |             |  |   |                 |       |       |  |
|  |                  |                  |                  |            | 1 | Rayos       | 4           |             |  |   |                 |       |       |  |
|  |                  |                  | 6                | Ostioneros | 1 |             |             |             |  |   |                 |       |       |  |
|  | 3                | Zonkeys          | 6                | Ostioneros | 1 | 2           |             |             |  |   |                 |       |       |  |
|  | 3                | Zonkeys          |                  |            |   |             |             |             |  |   |                 |       |       |  |
|  | 6                | Ostioneros       | 4                |            |   |             |             |             |  |   |                 |       |       |  |
|  | 6                | Ostioneros       | 4                |            |   |             |             |             |  | 1 | Rayos           | 2     |       |  |
|  |                  |                  |                  |            |   |             |             |             |  | 1 | Rayos           | 2     |       |  |
|  |                  |                  | 2                | Halcones   | 4 |             |             |             |  |   |                 |       |       |  |
|  | 2                | Halcones         | 2                | Halcones   | 4 | 4           |             |             |  |   |                 |       |       |  |
|  | 2                | Halcones         |                  |            |   |             |             |             |  |   |                 |       |       |  |
|  | 7                | Náuticos         | 3                |            |   |             |             |             |  |   |                 |       |       |  |
|  | 7                | Náuticos         | 3                |            | 2 | Halcones    | 4           |             |  |   |                 |       |       |  |
|  |                  |                  |                  |            | 2 | Halcones    | 4           |             |  |   |                 |       |       |  |
|  |                  |                  | 5                | Pioneros   | 1 |             |             |             |  |   |                 |       |       |  |
|  | 4                | Frayles          | 5                | Pioneros   | 1 | 0           |             |             |  |   |                 |       |       |  |
|  | 4                | Frayles          |                  |            |   |             |             |             |  |   |                 |       |       |  |
|  | 5                | Pioneros         | 4                |            |   |             |             |             |  |   |                 |       |       |  |
|  | 5                | Pioneros         | 4                |            |   |             |             |             |  |   |                 |       |       |  |
|  |                  |                  |                  |            |   |             |             |             |  |   |                 |       |       |  |

### Final
| Fecha                        | Hora  | Equipo local               | Resultado | Equipo visitante           |
| ---------------------------- | ----- | -------------------------- | --------- | -------------------------- |
| 1 de julio de 2017           | 20:20 | Rayos de Hermosillo        | 118 - 125 | Halcones de Ciudad Obregón |
| 2 de julio de 2017           | 20:20 | Rayos de Hermosillo        | 128 - 132 | Halcones de Ciudad Obregón |
| 5 de julio de 2017           | 20:15 | Halcones de Ciudad Obregón | 94 - 101  | Rayos de Hermosillo        |
| 6 de julio de 2017           | 20:15 | Halcones de Ciudad Obregón | 91 - 101  | Rayos de Hermosillo        |
| 7 de julio de 2017           | 20:15 | Halcones de Ciudad Obregón | 125 - 118 | Rayos de Hermosillo        |
| 10 de julio de 2017          | 20:20 | Rayos de Hermosillo        | 100 - 111 | Halcones de Ciudad Obregón |
| Halcones gana la serie 4 - 2 |       |                            |           |                            |

## Líderes individuales
| Categoría   | Jugador                                   | Promedio | % |
| ----------- | ----------------------------------------- | -------- | - |
| Puntos      | Sammuel Yeager (Frayles de Guasave)       | 25.28    | * |
| Rebotes     | Cameron Forte (Pioneros de Los Mochis)    | 12.42    | * |
| Asistencias | Kevin Capers (Halcones de Ciudad Obregón) | 6.44     | * |